# Jean-Michel Courty
Pour l'écrivain, voir Michel Courty.
Pour les articles homonymes, voir Courty.
Jean-Michel Courty est un physicien français.

## Biographie
Jean-Michel Courty est ancien élève de l'École normale supérieure (promotion 1985),.
Enseignant-chercheur, il est professeur de physique à Sorbonne Université, et, depuis 1990, chercheur au laboratoire Kastler-Brossel (LKB) dans l'équipe Fluctuations quantiques et relativité (FQR),. 
Depuis janvier 2001, il est le coauteur, avec Édouard Kierlik, de la chronique « Idées de physique » de la revue Pour la science,. Il est l'auteur de la chaîne Youtube Merci la physique,,,.
En 2008, il est colauréat, avec Édouard Kierlik, du prix Jean-Perrin de la Société française de physique,. Il a présidé le jury qui décerne ce même prix de 2013 à  2021 ,,,,. 
En 2016, il est nommé chevalier de l'ordre national du Mérite,. En 2021, il figure au nombre des premiers lauréats de la médaille de la médiation scientifique du CNRS,.
Depuis mars 2020, il est présent sur sa chaîne YouTube, Merci la physique .
En 2023, il est promu officier dans l'ordre national du Mérite

## Ouvrages
- [Lehoucq, Courty et Kierlik 2003] Roland Lehoucq, Jean-Michel Courty et Édouard Kierlik (préf. de Jacques Treiner, ill. de Bruno Vacaro), Les lois du monde : notre environnement expliqué par la physique, Paris, Belin, coll. « Bibliothèque scientifique », 2003, 1re éd., 1 vol., 159, br., 24 cm (ISBN 2-84245-059-0, EAN 9782842450595, OCLC 402189800, BNF 39049610, SUDOC 071565396, présentation en ligne).
- [Courty et Kierlik 2006] Jean-Michel Courty et Édouard Kierlik (préf. de Claude Cohen-Tannoudji, ill. de Bruno Vacaro), Le monde a ses raisons, Paris, Belin, coll. « Bibliothèque scientifique », 2006, 1re éd., 1 vol., 159, br., 24 cm (ISBN 2-84245-080-9, EAN 9782842450809, OCLC 421116395, BNF 40141611, SUDOC 101572743, présentation en ligne).
- [Courty et Kierlik 2010] Jean-Michel Courty et Édouard Kierlik (préf. d'Étienne Guyon, ill. de Bruno Vacaro), La physique buissonnière, Paris, Belin, coll. « Bibliothèque scientifique », 2010, 1re éd., 1 vol., 159, br., 24 cm (ISBN 978-2-84245-105-9, EAN 9782842451059, OCLC 690837010, BNF 42179075, SUDOC 143487930, présentation en ligne).
- [Courty et Kierlik 2013] Jean-Michel Courty et Édouard Kierlik (ill. de Bruno Vacaro), La physique surprise, Paris, Belin, coll. « Bibliothèque scientifique », 2013, 1re éd., 1 vol., 183, br., 24 cm (ISBN 978-2-8425-5121-9 (édité erroné) et 978-2-84245-121-9, EAN 9782842451219, OCLC 863240627, BNF 43701982, SUDOC 174182074, présentation en ligne).
- [Courty et Kierlik 2017] Jean-Michel Courty et Édouard Kierlik (ill. de Bruno Vacaro), En avant la physique ! : 42 phénomènes du quotidien déchiffrés, Belin, coll. « Bibliothèque scientifique », 2017, 1re éd., 1 vol., 191, br., 24 cm (ISBN 978-2-410-00419-9, EAN 9782410004199, OCLC 970659154, BNF 45216569, SUDOC 197918328, présentation en ligne).
- [Boudjaaba, Courty et Gaille 2021] Fabrice Boudjaaba, Jean-Michel Courty et Marie Gaille, De la mesure en toutes choses, CNRS Editions/CNRS_Éditions, coll. « Histoire des sciences. », 2021, 1re éd., 1 vol., 160, br., 14 × 22 cm (ISBN 978-2271136121, EAN 9782271136121, BNF 46896411, SUDOC 197918328, présentation en ligne).